# الدوري السلوفيني لكرة القدم 1936–37
الدوري السلوفيني لكرة القدم 1936–37 هو موسم من الدوري السلوفيني لكرة القدم ‏. فاز فيه NK Železničar Maribor ‏.